# Intoxicación por monóxido de carbono en Gudauri 2024
El 14 de diciembre de 2024, 12 personas fueron encontradas muertas en restaurante indio Havel en Gudauri (Municipio de Kazbegui), una popular ciudad turística de montaña en Georgia conocida por su turismo de esquí. Entre las víctimas, que se cree eran empleados del restaurante, había 11 ciudadanos indios (desde Punyab) y un ciudadano georgiano (camarera de 25 años). Sus cadáveres fueron descubiertos en dormitorios ubicados en el segundo piso del establecimiento. Las investigaciones iniciales revelaron que se había colocado un generador eléctrico en un espacio interior cerrado cerca de los dormitorios y que se había encendido después de un corte de energía en la zona. Los investigadores sugirieron que los vapores del generador probablemente causaron intoxicación por monóxido de carbono, aunque se realizaron exámenes forenses para confirmar la causa exacta de la muerte.